# 陸必功
Rubycon株式會社（日语：ルビコン株式会社，台灣註冊名稱「日商陸必功股份有限公司」），大陆通称“红宝石”（来自英文“Ruby”的意译）是一家日本電子工業公司，前身為信英電子株式会社，1990年改名為Rubycon，公司業務主要生產以下電子產品：
- 電解電容
- 固態電容
- 積層聚脂電容
- 電源供應器

## 产品特色
Rubycon的微型铝电解电容享有国际声誉，尤其是顶级产品系列，堪称达到铝电解电容登峰造极的水准，可靠性和指标极高，故障率极低。Rubycon为高频滤波专门开发，如MBZ,MCZ系列产品，采用了专利的水基电解液技术，ESR（动态等效串联电阻）极低，特别适合电脑主板高频供电部分使用。其他厂家曾试图派出工业间谍窃取Rubycon的独家技术，结果因关键步骤缺失，造成了为害业界十年以上的“电容灾难”，不合格的仿冒品会因工作中产生氢气而“爆浆”失效，牵连整个设备出现故障。Rubycon的顶级音频电容Black Gate，简称BG，被一些发烧友誉为史上最好的音频电解电容，该种电容由于专利原因在2007年停产后，成为绝版，库存品的价格飙升。
Rubycon的产品性能突出，一直以来是新兴“固态聚合物电容”如三洋OS-CON和其类似品的有力竞争者。Rubycon水基低ESR电容，采购价为OSCON的几分之一，而拥有不输后者的性能和寿命。然而由于一般普及型电解电容整体不佳的可靠性，拉低了铝电解电容整体的形象和声誉，加之成品厂家过分着重宣传聚合物电容的优势，造成Rubycon高级产品的优越性相当程度上被忽视。由于需求的疲软，MBZ,MCZ等顶级品种均已于2011年左右宣告停产。

## 主要竞争对手
Rubycon在日本国内的主要竞争对手如下：
- Nichicon（日本電容株式會社，中文正式譯名「尼吉康」）
- 日本化工（Nippon Chemi-Con）
- ELNA
- 松下电器
- 三洋电机（已被松下收购，电容产品线仍在售）
- 日立化成
- Marcon （东芝拆分出来的电容公司，可能已倒闭）

## 假货问题
Rubycon电容器因其知名度高，是不法厂商最常仿冒的商标之一。仿冒品往往在Rubycon花体字商标上做文章，如标称“Rulycon”，“Rubicon”，“Rukycon”等等，这些细微的差别在连笔的写法下堪称鱼目混珠，封皮颜色也往往采用真品一样的配色，不仔细看很难鉴别。假Rubycon的普及率是如此之高，即便是正规生产厂家，只要不是通过直接向Rubycon原厂下单而是通过分销商购买，都有可能在不知情的情况下买到假货并装入产品。通常来说，仿冒品质量也能达到一般合格电容器（如中国CD11）的标准，但在ESR和寿命等关键指标上显然无法和原厂正品相比。最为恶劣的Rubycon仿品被称为“子母电容”，乃是使用小容量电容套接在一个假的大容量空壳之内，以至容量，耐压都远达不到标称，使用甚至可能存在安全隐患。